# Alexis Charalambous
Alexis Charalambous (* 7. Februar 1981) ist ein ehemaliger zyprischer Radrennfahrer und nationaler Meister im Radsport.

## Sportliche Laufbahn
Charalambous war im Straßenradsport aktiv. Er nahm 1998 an den Straßenradsport-Weltmeisterschaften der Junioren teil. Im Einzelrennen kam er auf den 97. Rang. Er gewann 2001 die nationale Meisterschaft im Einzelzeitfahren vor Antonis Antoniou. Die Meisterschaft im Straßenrennen gewann er in jener Saison vor Nikos Dimitriou. Bei den Spielen der kleinen Staaten von Europa 2001 in San Marino startete er für die Nationalmannschaft Zyperns. Er wurde er 28. im Straßenrennen und 13. im Einzelzeitfahren.

## Erfolge
2001
- Zyprischer Meister – Straßenrennen und Einzelzeitfahren